# 21st Century Schizoid Man
Pistes de In the Court of the Crimson King
I Talk to the Wind
21st Century Schizoid Man est une chanson du groupe de rock progressif King Crimson. C'est la première chanson de leur premier album, In the Court of the Crimson King, sorti en 1969.

## Musique
21st Century Schizoid Man débute par une trentaine de secondes de sons étouffés joués par Ian McDonald sur un orgue de salon. Le riff principal de la chanson intervient ensuite. Les deux premiers couplets, longs de quatre mesures chacun, sont chantés par Greg Lake, dont la voix est fortement traitée. Tous deux se terminent par la reprise du titre de la chanson sur la quatrième mesure : « twenty-first century schizoid man ».
Suit une section instrumentale, sous-titrée Mirrors, qui alterne solos de guitare et de saxophone, avant la reprise du riff et le troisième et dernier couplet, de même structure que les deux premiers. Après une dernière reprise du riff, la chanson dégénère en une cacophonie instrumentale qui s'interrompt abruptement.

## Paroles
Les paroles de cette chanson sont constituées d'une succession de métaphores écrites par le poète Peter Sinfield, premier parolier du groupe. On remarque dans les textes une violente critique des États-Unis, représentés par le personnage de l'homme schizoïde du XXIe siècle, et de la guerre du Viêt Nam avec des vers comme « Innocents raped with napalm fire » (« des innocents violés au napalm ») ou « Politicians' funeral pyre » (« le bûcher des politiciens »).
Lors du concert de King Crimson au Fillmore West de San Francisco, le 14 décembre 1969 (illustré sur le second disque du coffret Epitaph), Robert Fripp dédie la chanson à « une personnalité politique américaine que nous connaissons et aimons tous… son nom est Spiro Agnew ».

## Musiciens
- Robert Fripp : guitare
- Michael Giles : batterie
- Greg Lake : chant, basse
- Ian McDonald : saxophone
- Peter Sinfield : paroles, claviers

## Autres apparitions
21st Century Schizoid Man apparaît également sur plusieurs albums live de King Crimson : Earthbound (1972, chantée par Boz Burrell), USA (1974, chantée par John Wetton), Epitaph (1997, chantée par Greg Lake) et VROOOM VROOOM (2001, chantée par Adrian Belew). Le deuxième disque de l'album Ladies of the Road (2002) se compose uniquement de solos de guitare et de saxophones joués pendant l'interprétation en public de Mirrors en 1971-1972. En 1976, elle paraît en face B d'un single destiné à promouvoir la compilation A Young Person's Guide to King Crimson.

## Reprises et réutilisations
21st Century Schizoid Man a été reprise par de nombreux artistes, dont April Wine (album Harder...Faster, 1979), Ozzy Osbourne (album Under Cover, 2005), Forbidden (album Distortion, 1995) ou encore Noir Désir (album En public, 2005). Le groupe Bad Religion lui a rendu hommage dans sa chanson 21st Century (Digital Boy) (album Stranger Than Fiction, 1994), qui reprend une partie des paroles de la chanson de King Crimson. Dans un registre plus expérimental, le groupe de Free Jazz / Metal progressif Shining en a également fait une reprise sur son album Blackjazz (2010).
Voivod a ajouté sa version du morceau en bonus de l'album Phobos (1997).
La chanson conclut le jeu vidéo Guitar Hero 5 (2009). Elle fait partie des chansons les plus dures du jeu. 
En 2010, elle est samplée sur le single Power de Kanye West extrait de My Beautiful Dark Twisted Fantasy, et sur son remix, extrait de l'EP Watch the Throne. Power est par ailleurs la musique de la publicité pour les parfums Invictus et Olympea de Paco Rabanne, ainsi que pour la voiture Ford Mustang Mach-E.
En 2003, elle était reprise par Emerson Lake and Palmer dans le double album ELP Gold Collection/Deja vu Retro/.